# Edward Walpole
Sir Edward Walpole (1706 – Isleworth, 12 gennaio 1784) è stato un politico inglese.

## Biografia
Era il figlio del Primo ministro Robert Walpole, e della sua prima moglie, Catherine Shorter. Fu educato a Eton (1718) e al King's College, Cambridge (1725) e studiò legge al Lincoln's Inn (1723). Ha intrapreso un Grand Tour in Italia nel 1730.

## Carriera
Walpole è entrato per la prima volta in Parlamento come rappresentante di Lostwithiel in un'elezione suppletiva il 29 aprile 1730, in seguito alla morte di Sir Edward Knatchbull all'inizio di quel mese. Nello stesso anno è stato nominato Segretario del Tesoro junior.

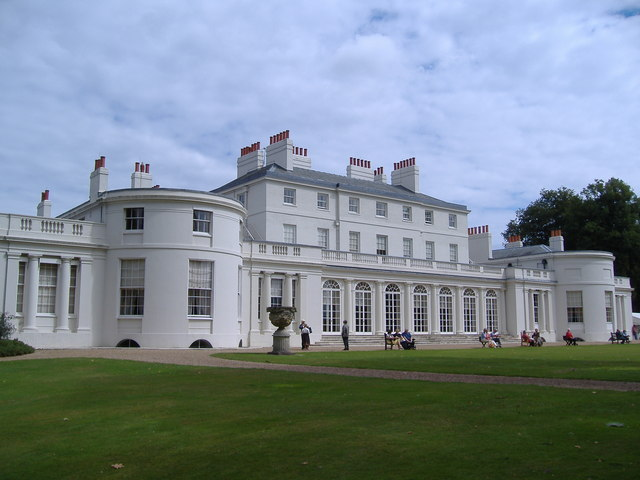
Frogmore House

Il 2 maggio 1734, nelle successive elezioni generali, succedette a suo zio, Horatio Walpole, come deputato per Great Yarmouth a Norfolk, conservando il seggio per quasi 34 anni fino alle elezioni del 1768, quando suo cugino Richard Walpole (figlio di Lord Walpole di Wolterton) lo sostituì.
Il 7 settembre 1737 il Duca di Devonshire fu nominato Lord Luogotenente d'Irlanda, e Walpole il suo Segretario principale, sebbene continuò anche come Segretario al Tesoro. L'8 ottobre Walpole prestò giuramento al Privy Council of Ireland e rappresentò Ballyshannon nella Camera dei comuni irlandese, un seggio che deteneva fino al 1760.
Il 9 maggio 1739, il fratello maggiore di Edward, Robert, Lord Walpole, si dimise dal suo incarico di cancelliere del Pell per diventare revisore dei conti, ed Edward fu nominato a succedergli, mantenendo l'incarico fino alla sua morte.

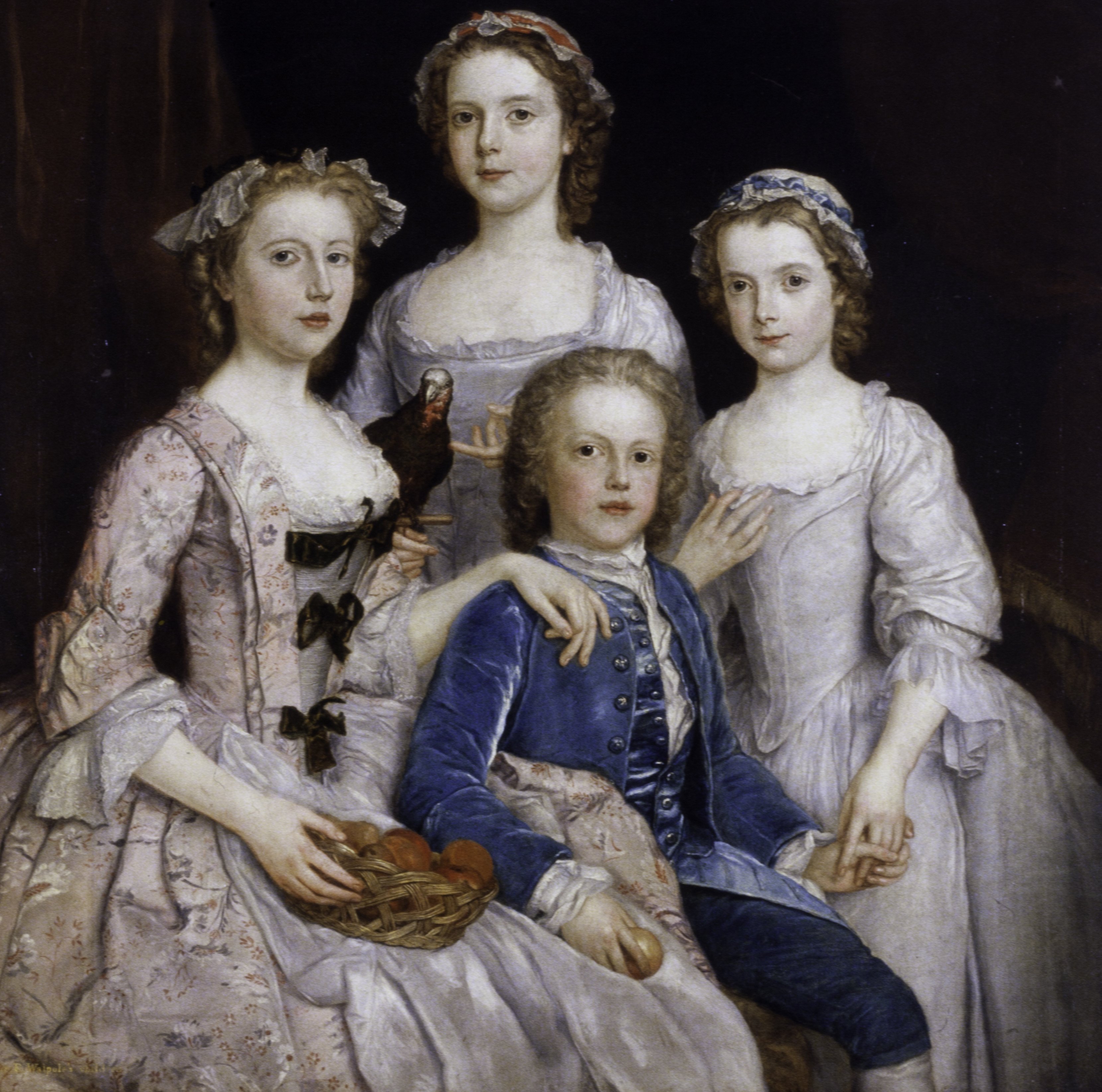
Laura, Maria, Charlotte ed Edward

## Discendenza
Walpole visse per un certo periodo a Frogmore House, nel Berkshire, che acquistò nel 1748 e vendette nel 1766. Quindi acquistò una casa a Windsor, che donò a sua figlia Laura Keppel nel 1778, e trascorse i suoi ultimi anni a Isleworth, dove morì nel 1784.
Non si era mai sposato, ma ebbe quattro figli dalla sua amante Dorothy Clement:
- Maria Walpole (10 luglio 1736-22 agosto 1807), sposò in prime nozze James Waldegrave, II conte Waldegrave, ebbero tre figlie, e in seconde nozze Guglielmo Enrico di Hannover, ebbero tre figli;
- Edward Walpole (1737-1771);
- Charlotte Walpole (?-5 settembre 1789), sposò Lionel Tollemache, V conte di Dysart, non ebbero figli;
- Laura Walpole (1743-27 luglio 1813), sposò Frederick Keppel, ebbero quattro figli.

## Ascendenza
|                                   |                  |                                     | Genitori                           |  |  | Nonni |  |  | Bisnonni           |  |  | Trisnonni      |  |
|                                   |                  |                                     |                                    |  |  |       |  |  | Sir Edward Walpole |  |  | Robert Walpole |  |
|                                   |                  |                                     |                                    |  |  |       |  |  | Sir Edward Walpole |  |  | Robert Walpole |  |
|                                   |                  | Susan Barkham                       |                                    |  |  |       |  |  | Sir Edward Walpole |  |  |                |  |
| Robert Walpole                    |                  |                                     |                                    |  |  |       |  |  | Sir Edward Walpole |  |  |                |  |
|                                   |                  | Susan Crane                         | Sir Robert Crane, I baronetto      |  |  |       |  |  |                    |  |  |                |  |
|                                   |                  | Susan Crane                         | Sir Robert Crane, I baronetto      |  |  |       |  |  |                    |  |  |                |  |
|                                   |                  | Susan Crane                         | Susan Alington                     |  |  |       |  |  |                    |  |  |                |  |
| Robert Walpole, I conte di Orford |                  | Susan Crane                         |                                    |  |  |       |  |  |                    |  |  |                |  |
|                                   |                  | Sir Geoffrey Burwell                | Edmund Burwell                     |  |  |       |  |  |                    |  |  |                |  |
|                                   |                  | Sir Geoffrey Burwell                | Edmund Burwell                     |  |  |       |  |  |                    |  |  |                |  |
|                                   |                  | Sir Geoffrey Burwell                | Mary Pitman                        |  |  |       |  |  |                    |  |  |                |  |
| Mary Burwell                      |                  | Sir Geoffrey Burwell                |                                    |  |  |       |  |  |                    |  |  |                |  |
|                                   |                  | Elizabeth Derehaugh                 | Thomas Derehaugh                   |  |  |       |  |  |                    |  |  |                |  |
|                                   |                  | Elizabeth Derehaugh                 | Thomas Derehaugh                   |  |  |       |  |  |                    |  |  |                |  |
|                                   |                  | Elizabeth Derehaugh                 | Mary Sheppard                      |  |  |       |  |  |                    |  |  |                |  |
| Sir Edward Walpole                |                  | Elizabeth Derehaugh                 |                                    |  |  |       |  |  |                    |  |  |                |  |
|                                   | Sir John Shorter | John Shorter                        |                                    |  |  |       |  |  |                    |  |  |                |  |
|                                   | Sir John Shorter | John Shorter                        |                                    |  |  |       |  |  |                    |  |  |                |  |
|                                   | Sir John Shorter | Susan Forbis                        |                                    |  |  |       |  |  |                    |  |  |                |  |
| Sir John Shorter                  | Sir John Shorter |                                     |                                    |  |  |       |  |  |                    |  |  |                |  |
|                                   |                  | Isabella Birkett                    | John Birkett                       |  |  |       |  |  |                    |  |  |                |  |
|                                   |                  | Isabella Birkett                    | John Birkett                       |  |  |       |  |  |                    |  |  |                |  |
|                                   |                  | Isabella Birkett                    | Elizabeth Robinson                 |  |  |       |  |  |                    |  |  |                |  |
| Catherine Shorter                 |                  | Isabella Birkett                    |                                    |  |  |       |  |  |                    |  |  |                |  |
|                                   |                  | Sir Erasmus Philipps, III baronetto | Sir Richard Philipps, II baronetto |  |  |       |  |  |                    |  |  |                |  |
|                                   |                  | Sir Erasmus Philipps, III baronetto | Sir Richard Philipps, II baronetto |  |  |       |  |  |                    |  |  |                |  |
|                                   |                  | Sir Erasmus Philipps, III baronetto | Elizabeth Dryden                   |  |  |       |  |  |                    |  |  |                |  |
| Elizabeth Phillips                |                  | Sir Erasmus Philipps, III baronetto |                                    |  |  |       |  |  |                    |  |  |                |  |
|                                   |                  | Catherine Darcy                     | Edward Darcy                       |  |  |       |  |  |                    |  |  |                |  |
|                                   |                  | Catherine Darcy                     | Edward Darcy                       |  |  |       |  |  |                    |  |  |                |  |
|                                   |                  | Catherine Darcy                     | Lady Elizabeth Stanhope            |  |  |       |  |  |                    |  |  |                |  |
|                                   |                  | Catherine Darcy                     |                                    |  |  |       |  |  |                    |  |  |                |  |